# Podenco enano
Il podenco enano  o podenco enano del Hierro è una razza di cane tipo podenco del tutto simile al podenco canario, da cui discende, altezza a parte.
È infatti un cane con nanismo o acondroplasia, infatti, la sua altezza massima è 35 cm al garrese.
Esso viene utilizzato per la caccia in tana.
La razza non è riconosciuta secondo la FCI.

## Storia
Si pensa la razza sia nata agli inizi del XIX secolo grazie allo sbarco sull'isola de El Hierro di cani podenco canario che si sono accoppiate con cani nani autoctoni dell'isola.
Il podenco Enano fu visto per la prima volta sull'isola di Hierro, da qui il nome podenco enano del Hierro.

## Caratteristiche
Il podenco enano è simile a tutti gli altri Canario di Podenco, ma con le gambe più corte, mentre corpo, testa, coda e orecchie sono normali. 
È un piccolo cane con un corpo allungato e zampe corte. Come il podenco canario, ha un ottimo senso dell'olfatto, la sua particolarità è quella di integrarsi con il podenco canarino che non è in grado di entrare sotto i cespugli e le boscaglie in cerca di prede.
Quindi ha la costruzione di un Canario, ma con gambe molto corte in relazione al suo corpo.
L'enano caccia con lo stesso entusiasmo, coraggio e precisione di un podenco canario.
È principalmente usato nell'isola di Tenerife, e pochissimi sull'isola de El Hierro, per cacciare conigli; si stimano un centinaio di esemplari.
È in corso il tentativo di vedere riconosciuta la razza di podenco enano.